# Автоматизированная линия 9/10 Метрополитена Барселоны
Автоматизированная линия 9/10 Метрополитена Барселоны предназначена для движения поездов без машинистов на борту. Представляет собой две линии с общим центральным участком и вилочным движением на обоих концах, по состоянию на 2017 год частично введена в эксплуатацию. Оператором линии является Transports Metropolitans de Barselona. Общая длина линии составляет 47,8 км, глубина заложения — до 90 м, имеет 52 станции с установленными платформенными раздвижными дверьми в пяти муниципалитетах региона Барселона. Это самая глубокая и протяжённая автоматизированная линия в Европе. Метропоезда без машинистов в 2017 году функционировали в 23 городах мира.
В 2017 году 25 % объёма сети метрополитена Барселоны действует в полностью автоматизированном режиме, доля автоматизированных линий в городе непрерывно растёт.

## Общие сведения и особенности технологии

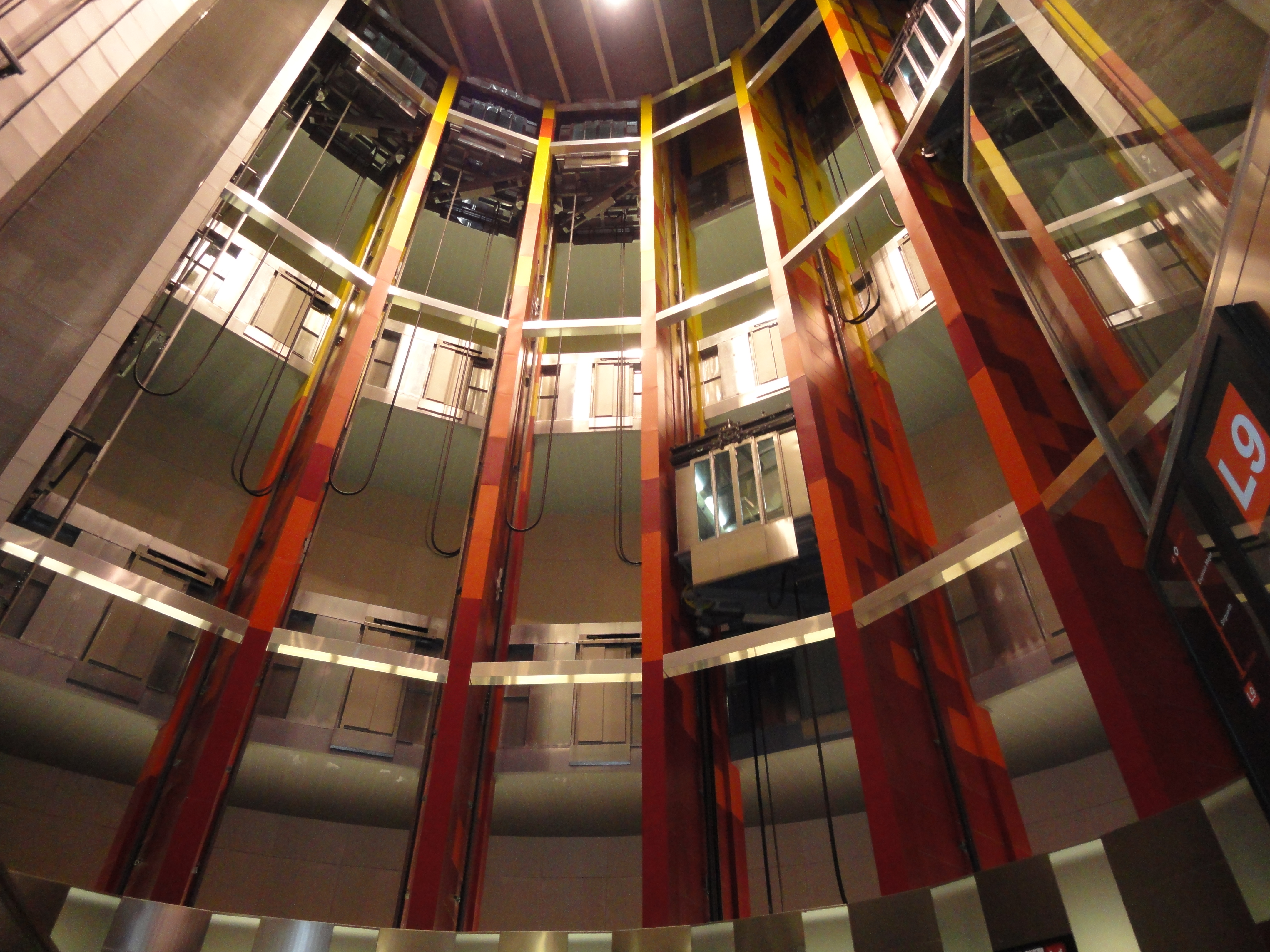
Лифты на одной из станций

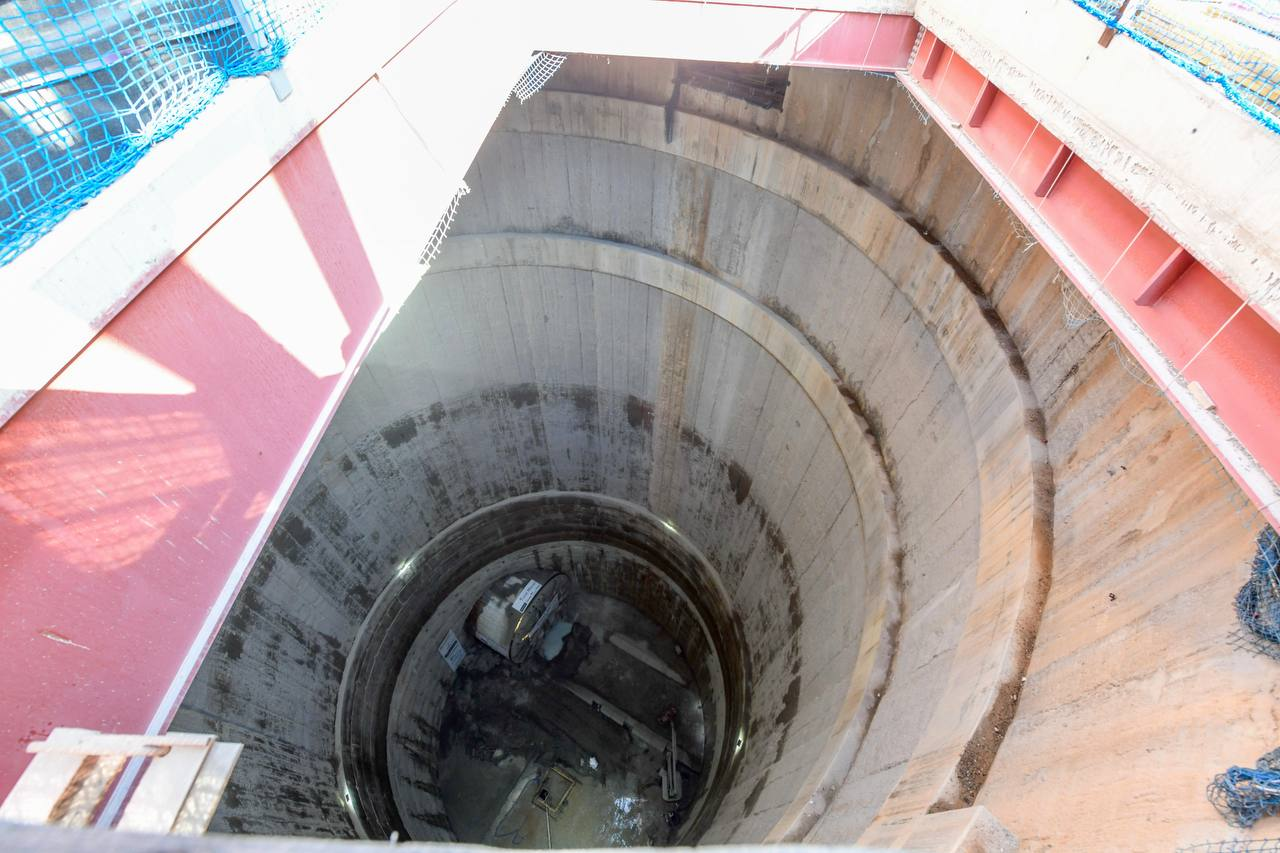
Лифтовая шахта в процессе строительства

Поперечное сечение тоннеля: слева на перегоне, справа на станции

Строительство линии 9/10 началось в 2002 году, однако затянулось из-за финансовых проблем. Стоимость проекта — 6,5 млрд евро.
Линия 9/10 имеет направление север — юг и проходит западнее исторического центра Барселоны. На севере линия выходит в пригород и к будущей станции Ла-Сагрера высокоскоростной линии Барселона — Мадрид, на юге — к аэропорту и морскому порту. 17 станций из 52 имеют пересадки на другие линии метрополитена Барселоны. На линии находятся ряд важных центров зарождения пассажиропотоков — аэропорт и портово-логистическая зона, Верховный суд, высокоскоростная станция Ла-Сагрера, Барселонский университет и Политехнический университет Каталонии, выставочный центр «Фира де Барселона», больница «Сан-Пау» и стадион «Камп Ноу».
В 2025 году функционируют две ветки, идущие в северном направлении от станции Бон-Пастор — к станции Кан-Зам (линия 9) и к станции Горг (линия 10), запущенным в 2009 и 2010 годах. Между станциями Бон-Пастор и Ла-Сагрера обе линии проходят по одному общему участку. Длина северной секции составляет 11 км, она имеет 12 станций. На юге в феврале 2016 года открылся участок от станции Зона Университариа до аэропорта (линия 9) длиной 19,6 км с 15 станциями. Поезда курсируют с интервалом 7 минут, время в пути составляет 32 минуты. На линии 10 также завершено строительство южного участка протяжённостью 5,9 км, оканчивающегося в депо. На центральном участке длиной 11 км пока не завершена проходка тоннеля около 5 км, вследствие чего южный и северный сегменты линии не соединены.
Не менее 36 станций из 52 являются станциями глубокого заложения и находятся на глубине до 90 м. Использование эскалаторов для спуска на столь глубокие станции признано нерациональным. Вместо эскалаторов установлены скоростные лифты большой вместимости, не менее 6 на каждой станции, все они встроены в единый шахтный ствол диаметром 28 м. Часть пассажирских платформ расположены в тоннеле диаметром 12 м одна над другой. Для экстренных ситуаций построены лестничные марши.
На линии 9/10 действует система управления движением поездов по радиоканалу (СВТС, стандарт TETRA) и система сигнализации, поставленная компанией Siemens. Эта система обеспечивает режим движения метропоездов без машинистов, она является на 2017 год наиболее эффективной и надёжной из существующих систем, обладает самым высоким уровнем автоматизации управления поездом GoA 4. Раздвижные двери открываются и закрываются синхронно с дверями поезда, что полностью устраняет риск падения пассажиров с платформы. За движением поездов и обстановкой на станциях осуществляется контроль из главного центра управления Centre de Control de Metro de Barcelona (CCM) и центра координации действий в экстренных ситуациях, функционирование обоих центров синхронизировано. Обеспечивается также физическая и логическая интеграция всех подсистем. Практика подтверждает, что любые отклонения от стандартной ситуации всегда привлекают внимание персонала и вызывают адекватное реагирование.
На линии 9/10 используется технология удалённого управления поездами, объектами и инфраструктурой, ресурсами, лифтами, эскалаторами, билетными автоматами и турникетами. Поезда курсируют с заданной скоростью и по установленным графикам, которые могут варьироваться в зависимости от пассажиропотока и других изменяющихся обстоятельств. Контролирующий состояние сети центр управления имеет возможность вмешательства в любой момент.

## Персонал
Потребность в персонале на автоматизированных линиях значительно меньше, чем на обычных; иерархическая структура соподчинённости теряет необходимость. Применяется принцип ротации обязанностей персонала, начиная от осмотров станций и поездов и заканчивая работой в депо или центре управления. Обычные границы между должностными обязанностями работников стираются, все обладают равными правами, каждый специалист становится взаимозаменяемым, сотрудники избавляются от необходимости повторения однообразных рутинных операций, что повышает производительность труда. В автоматизированном метро реализуется концепция мобильного персонала, подразумевающая, что местоположение каждого работника отслеживается центром, а сам сотрудник может в кратчайшее время от 8 до 12 мин появиться на том объекте, где в данный момент требуется его присутствие — обычно это на самых загруженных станциях в часы пик.

## Значение
Опыт работы линии 9/10 метрополитена Барселоны (как и всех местных линий без машинистов) подтверждает, что автоматизация с использованием сложных современных систем мониторинга и контроля поездов является средством повышения качества обслуживания пассажиров. Это увеличивает техническую безопасность, точность и надёжность метрополитена, пропускную способность линии и частоту движения поездов (в особенности в часы пиковых нагрузок), понижает вероятность ошибок, обусловленных человеческим фактором. По мнению экспертов, воплощение проекта линии 9/10 делает Барселону транснациональным эталонным примером в сфере применения автоматизации метрополитена — как на строящихся линиях, так и в ходе переоборудования существующих.